# Maxime Baudonne

a Compétitions nationales et continentales officielles uniquement.

b Matchs officiels uniquement.
Dernière mise à jour le 1 août 2025.
Maxime Baudonne, né le 12 juillet 2002 à Bayonne (Pyrénées-Atlantiques), est un joueur français de rugby à XV. Il évolue aux postes de troisième ligne aile ou de troisième ligne centre au Racing 92 en Top 14.

## Biographie

### Jeunesse et formation
Maxime Baudonne naît le 12 juillet 2002 à Bayonne,. En 2009, il commence la pratique du rugby à XV au sein du RC Courbevoie dans la banlieue parisienne. Quatre ans plus tard, il intègre les équipes de jeunes du Racing 92,.
Pendant l'été 2019, il est sélectionné avec l'équipe de France des moins de 18 ans pour disputer les International U18 Series en Afrique du Sud. Pour la première rencontre de la compétition, il est titularisé face à leurs homologues Sud-Africains, les jeunes Français s'imposent largement 43 à 19.
En novembre 2020, il est intégré à la liste du pôle France pour la saison 2020-2021. En début d'année 2021, il est sélectionné par l'équipe de France des moins de 20 ans développement pour effectuer un stage, puis un match amical contre l'équipe d'Italie des moins de 20 ans, il est nommé capitaine des Français pour cette rencontre. Lors de l'été suivant, il est convoqué par l'équipe de France des moins de 20 ans pour disputer le Tournoi des Six nations 2021 reporté à cette période à cause de la pandémie de Covid-19,. Remplaçant pour les trois premières journées, il est titularisé au poste de troisième ligne aile pour le quatrième match du Tournoi dans lequel il contribue au large succès 45 à 21 avec bonus offensif des Bleuets en inscrivant un doublé face à l'Écosse, pour la cinquième journée il retrouve une place sur le banc. Les Bleuets terminent la compétition à la seconde place.

### Carrière professionnelle
Alors qu'il joue en espoirs lors de la saison 2021-2022, il prend part à son premier match de Top 14, à l'âge de dix-neuf ans, pour le compte de la huitième journée, contre le Montpellier HR où il est placé sur le banc des remplaçants. En fin d'année 2021, il est présélectionné dans un groupe de soixante joueurs pour préparer le Tournoi des Six Nations des moins de 20 ans. Début janvier suivant, il est titularisé pour la première fois en professionnel à l'occasion de la quatorzième journée face au Lyon OU. À la fin du mois, il ne fait finalement pas partie du groupe de l'équipe de France des moins de 20 ans pour le Tournoi. Cette saison-là, il prend part à un total de quatre rencontres de Top 14 avec le Racing 92. À l'issue de celle-ci, il voit son contrat être prolongé jusqu'en 2024.
Pendant l'été 2022, il fait son retour avec les Bleuets lorsqu'il est sélectionné pour les Six Nations Summer Series, une nouvelle compétition, il joue quatre matchs dont trois comme titulaire. Lors de la saison 2022-2023, il est pleinement intégré au groupe professionnel du Racing 92, à la fin novembre il a notamment disputé sept des onze premières journées de Top 14 et inscrit ses deux premiers essais dans la compétition. En décembre et janvier, il s'impose comme le titulaire du club au poste de troisième ligne centre et fait également ses débuts en Champions Cup contre le Leinster dans ce rôle dans un match où il réalise vingt-deux plaquages lors de la défaite 42 à 10 de son équipe à domicile,. Pendant cette période, il impressionne notamment car il possède un gabarit considéré comme étant plutôt léger pour le rugby moderne (1,88 m pour 97 kg) mais qui ne l'empêche cependant pas de performer. Au total durant la saison, il dispute vingt rencontres, dix en tant que titulaire, et inscrit trois essais.
Dès le début de saison 2023-2024, il s'impose comme un titulaire du Racing, cette fois-ci au poste de troisième ligne aile. En décembre, il est l'auteur d'une très bonne performance face à Oyonnax Rugby, inscrivant un doublé, son premier avec le Racing 92, et contribue à la large victoire 66 à 10 de son équipe,. En janvier 2024, il signe une prolongation de contrat de trois saisons supplémentaires. Lors de la deuxième partie du même mois, il est convoqué comme partenaire d'entraînement du XV de France durant la préparation du Tournoi des Six Nations 2024. Pendant la deuxième partie de saison, il perd sa place de titulaire et retrouve le banc. Lors de la dernière journée de la phase régulière de Top 14, il inscrit l'essai du bonus défensif qui permet à son club de valider sa qualification pour les barrages. Son club étant éliminé à ce stade de la compétition par l'Union Bordeaux Bègles, il conclut sa saison avec vingt-huit rencontres jouées, treize comme titulaire, et cinq essais marqués.
Durant la première partie de saison 2024-2025, son club traverse une période compliquée mais il reste un joueur important de la troisième ligne. Fin janvier 2025, il est convoqué en équipe de France par Fabien Galthié dans un groupe élargi de 42 joueurs pour préparer le Tournoi des Six Nations. Quelques jours plus tard, il est remplacé dans le groupe par le pilier Tevita Tatafu et n'est ensuite pas rappelé durant la compétition. Cette saison-là, il s'impose comme un titulaire de la troisième ligne du Racing 92, disputant vingt-neuf matchs pour vingt-deux titularisations et quatre essais inscrits.

## Statistiques

### En club
| Saison          | Club            | Championnat | Championnat | Championnat | Compétitions EPCR | Compétitions EPCR | Compétitions EPCR |
| Saison          | Club            | Compétition | Matchs      | Essais      | Compétition       | Matchs            | Essais            |
| --------------- | --------------- | ----------- | ----------- | ----------- | ----------------- | ----------------- | ----------------- |
| 2021-2022       | Racing 92       | Top 14      | 4           | -           | Coupe d'Europe    | -                 | -                 |
| 2022-2023       | Racing 92       | Top 14      | 16          | 3           | Champions Cup     | 3                 | -                 |
| 2022-2023       | Racing 92       | Top 14      | 16          | 3           | Challenge Cup     | 1                 | -                 |
| 2023-2024       | Racing 92       | Top 14      | 25          | 4           | Champions Cup     | 3                 | 1                 |
| 2024-2025       | Racing 92       | Top 14      | 22          | 4           | Champions Cup     | 4                 | -                 |
| 2024-2025       | Racing 92       | Top 14      | 22          | 4           | Challenge Cup     | 3                 | -                 |
| Total Racing 92 | Total Racing 92 | Top 14      | 67          | 11          | Champions Cup     | 10                | 1                 |
| Total Racing 92 | Total Racing 92 | Top 14      | 67          | 11          | Challenge Cup     | 4                 | 0                 |

### En équipe nationale
Maxime Baudonne dispute neuf matchs, quatre en tant que titulaire, avec l'équipe de France des moins de 20 ans en deux saisons, prenant part à une édition du Tournoi des Six Nations en 2021 et à une édition des Six Nations Summer Series en 2022. Il inscrit dix points, deux essais,.

## Palmarès
Néant